# Robocoaster
Een robocoaster is een attractietype waarbij een of meer zitplaatsen aan een robotarm bevestigd zitten en daardoor met de zitplaatsen verschillende manoeuvres kan uitvoeren. Ondanks wat de naam doet vermoeden, hoeft een robocoaster niet per se een achtbaan te zijn. De robotarm kan ook vast aan de grond zitten. Gezien de flexibiliteit qua techniek van de robocoaster kan het ritprogramma oneindig worden aangepast zoals wel of geen inversies tijdens de rit. Om veiligheidsredenen worden alle bezoekers in schouderbeugels geplaatst.
De robocoaster is in 2001 ontwikkeld door het bedrijf KUKA en is gebaseerd op de robotarmen die gebruikt worden voor de bouw van personenauto's. 

## Voorbeelden
Voorbeelden van robocoasters in attractieparken:
- Danse avec les Robots, Futuroscope
- Ice Pilots School, Legoland Billund
- Hero Factory, Legoland Deutschland
- Harry Potter and the Forbidden Journey, Islands of Adventure